# Yangjinzhuang
Yangjinzhuang är en köping i Kina. Den ligger i storstadsområdet Tianjin, i den norra delen av landet, omkring 87 kilometer norr om stadens centrum.